# Кимацький каганат
Кимацький каганат (англ. Kimek Khanate, Kimäk Khanate, Kimak Kaganate) — тюркське державне утворення (втім, не згадане під цією назвою в жодному тюркському джерелі), яке розташовувалося в північних областях Євразійського степу, в значній частині — в Західному Сибіру в районі між Об — Іртиш приблизно з 743 до 1050 року. Кипчаки, як повідомляють ісламські географи, займали західні області каганату, що виходять до Уралу і до Волзького регіону.
Згідно з Гардізі (середина XI ст.), Кімакська конфедерація включала племінне угруповання, яке іменувалося «татари» (з якої походила правляча династія), що вказує на зв'язки як з монголомовним, так і тюркомовним світом. Останніми відомими каганами були Кунан і Абар (Уби), нащадком яких вважався половецький хан Ясінь.

## Археологія і писемність
Кімакська археологія розроблена слабо, а видані станом на 2008 рік матеріали, досить обмежені, вказують на деяке знайомство кімаків з рунічною писемністю, яка в різноманітних формах виявлена у багатьох тюркських народів Євразії: болгар, хозарів, печенігів, тюрків, уйгурів тощо.